# 단식투쟁

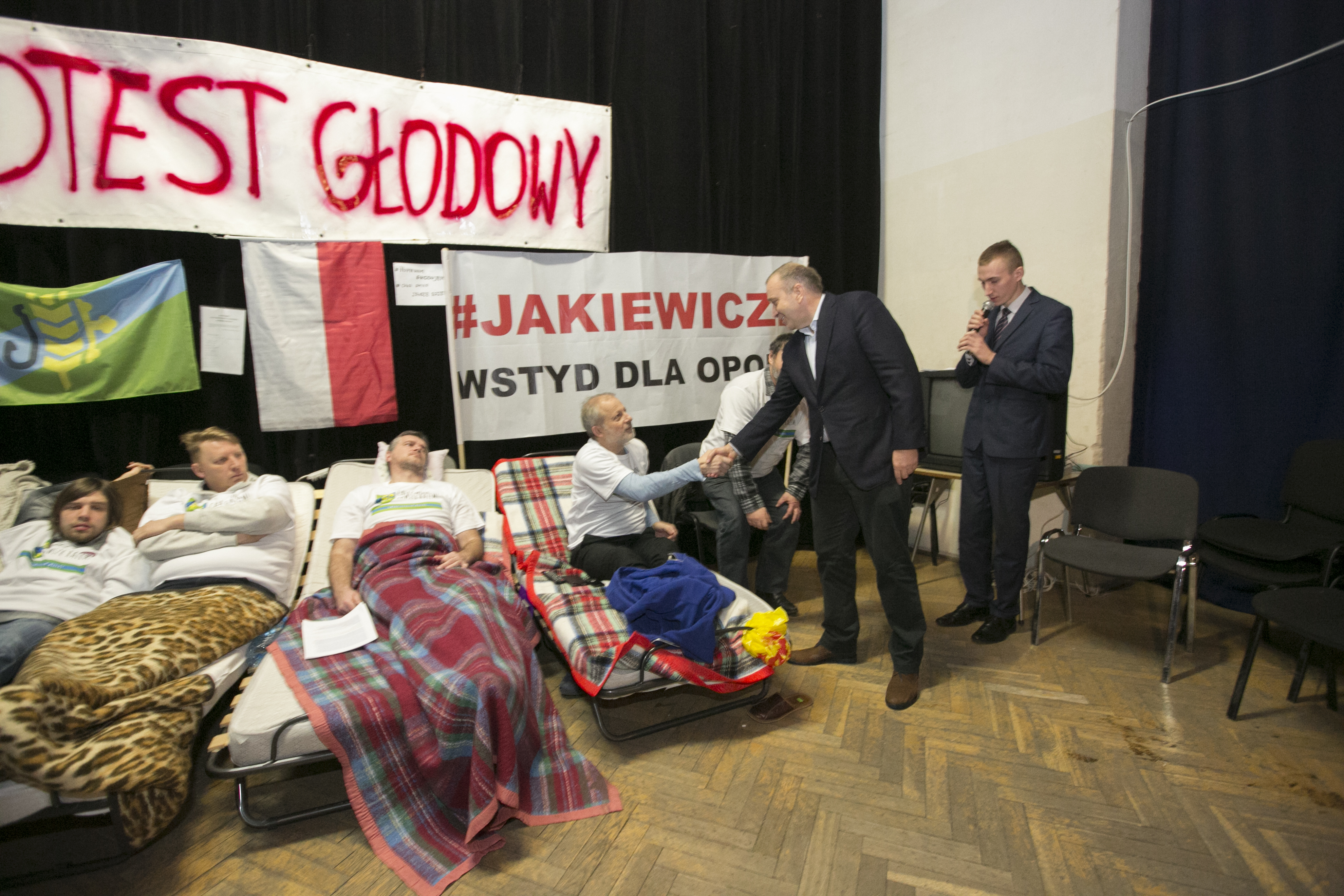
2017년 폴란드의 단식투쟁

단식투쟁(斷食鬪爭, 영어: hunger strike)이란 정치적 시위 또는 특정 사안의 관철 등 목적을 달성하기 위해 고의적으로 단식을 함으로써 이루어지는 비폭력 저항 방식이다.